# Pycnogonum paragaini
Pycnogonum paragaini is een zeespin uit de familie Pycnogonidae. De soort behoort tot het geslacht Pycnogonum. Pycnogonum paragaini werd in 1990 voor het eerst wetenschappelijk beschreven door Munilla. 